# Rákospalotai EAC
Rákospalotai EAC is een Hongaarse voetbalclub uit de hoofdstad Boedapest.

## Geschiedenis
De club promoveerde in 2005 voor het eerst naar de hoogste klasse en wist zich vier seizoenen op dit niveau te handhaven. Daarna ging het -sportief gezien- steeds verder bergafwaarts met de club. Tussen 2018/19 en 2024 kwam de club onafgebroken uit op het vierde niveau van Hongarije. In 2022/23 promoveerde de club met een tweede plaats naar het derde niveau waar het na een seizoen gelijk weer degradeerde.

## Eindklasseringen vanaf 1996
| 2 |

| 2 |

| 8 |

| 10 |

| 16 |

| 10 |

| 5 |

| 4 |

| 6 |

| 2 |

| 14 |

| 14 |

| 12 |

| 16 |

| 4 |

| 10 |

| 15 |

| 3 |

| 12 |

| 3 |

| 16 |

| 16 |

| 1 |

| 3 |

| 7 |

| 3 |

| 4 |

| 2 |

| 15 |

| NB I | NB II | NB III | Megye I |

## Bekende (ex-)trainers
- László Kiss